# Casper van Bohemen
Pour les articles homonymes, voir Van Bohemen.
Casper van Bohemen, né le 27 octobre 1964 à La Haye, est un acteur néerlandais.

## Filmographie

### Cinéma
- 1998 : Goede tijden, slechte tijden: De reünie (nl) : Frits van Houten
- 2003 : Pista! (nl) : Marco
- 2004 : Gay (nl): Ken
- 2012 : Als je verliefd wordt (nl)

### Téléfilms
- 1991-2016 : Goede tijden, slechte tijden : Frits van Houten
- 1995-1996 : Het zonnetje in huis (nl) : Marco de Waal
- 1997 : Onderweg naar Morgen : Rutger Helligers 2
- 1998 : Zonder ernst : Olaf van Beekenstein
- 1998-1999 : De Jimmy Hopper Show : Jimmy Hopper
- 2000 : Oppassen!!! (nl) : M. Mol
- 2001 : Schiet mij maar lek (nl) : Inspecteur
- 2002 : Rozengeur & Wodka Lime (nl) : Arie Zimmerman
- 2002 : Kees & Co (nl) : Hans de Vries
- 2003 : Baantjer : Guus Voskuil
- 2003 : Westenwind (nl) : Ad Bots
- 2004 : Het Glazen Huis (nl) : Ron Belkers
- 2008 : Het huis Anubis (nl) : Vader van leerling
- 2008-2009 : Pauwen en Reigers (nl) : Diederik Langeveld
- 2012 : Flikken Maastricht : Jules de Meester